# 표적 (1985년 영화)
《표적》(영어: Target)은 미국에서 제작된 아서 펜 감독의 1985년 미스터리 스릴러 영화이다. 진 해크먼과 맷 딜런 등이 출연하였고, 데이비드 브라운 등이 제작에 참여하였다. 펠릭스 멘델스존의 바이올린 협주곡이 중요 암시로 등장한다. 1985년 11월 8일 미국 내 1,085개 관에서 개봉되었다.

## 줄거리
댈러스에서 목재 사업을 하는 월터는 경주로에서 개조 자동차(stock car) 수리 일을 하는 아들 크리스와 사이가 서먹하다. 하루는 유럽으로 여행을 떠난 아내가 납치되고, 이는 과거 CIA 요원이었던 월터의 과거와 관계가 있는 것으로 보인다. 월터는 아내를 찾아 크리스와 유럽으로 향하는데...

## 출연진
- 진 해크먼 - 월터 로이드 / 덩컨 “듀크” 포터 역
- 맷 딜런 - 크리스 로이드 / 데릭 포터 역
- 게일 허니컷 - 도나 로이드 역
- 조지프 서머 - 바니 테이버 역
- 가이 보이드 - 클레이 역: CIA 요원.
- 베르너 포하트 - 슈뢰더 역
- 일로나 그루벨 - 카를라 역
- 토마스 네브사 - 하인츠 헹케 역
- 랜디 무어 - 여행 인솔자 역

## 기타 제작진
- 배역: 진 래스코
- 미술: 윌리 홀트